# Плюшки (шоу)
«Плюшки» — российское развлекательное ток-шоу в жанре комедии. Основано в 2020 году бывшими участниками команды КВН «Плюшки имени Ярослава Мудрого» (также «Гашека»). Основу Плюшек составляет серия выпусков «Опять не Гальцев», в которой её ведущий Богдан Лисевский берёт интервью у различных звёзд, задавая нарочито провокационные и глупые вопросы, придавая выпускам настроение абсурдности.

«Опять не Гальцев» является аналогом американского ток-шоу «Между двумя папоротниками с Заком Галифианакисом». Эпизоды российского шоу нередко оказывались в центре скандалов из-за негативной реакции гостей на действия ведущего, однако подвергаются критике из-за возможной инсценировки.

## Список эпизодов

### «Опять не Гальцев»
По информации из YouTube.

#### Основные
| №  | Гость             | Название                                                   | Дата публикации  | Длительность (в мин.) |
| -- | ----------------- | ---------------------------------------------------------- | ---------------- | --------------------- |
| 1  | Павел Деревянко   | «О фильмах и телефонном разговоре с Порошенко»             | 6 ноября 2020    | 7:40                  |
| 2  | Алексей Ягудин    | «Про Ледниковый период и ссору с Владом Бумагой»           | 20 ноября 2020   | 8:33                  |
| 3  | Леонид Слуцкий    | «Про Fan ID и роман с Митей Хрусталёвым»                   | 2 февраля 2022   | 13:44                 |
| 4  | Саша Бортич       | «Про „Холопа“ и моего отца»                                | 6 июля 2022      | 17:47                 |
| 5  | Александр Волков  | «Про UFC, завершение карьеры и Майнкрафт»                  | 3 августа 2022   | 18:49                 |
| 6  | Андрей Гайдулян   | «Про „СашуТаню“, „Амкал“ и 2Drots»                         | 31 августа 2022  | 25:51                 |
| 7  | Никита Ефремов    | «Про папу, семечки и Хаги Ваги»                            | 12 октября 2022  | 22:38                 |
| 8  | Стас Ярушин       | «Про „Универ“, кенгуру и какой-то кликбейт»                | 2 ноября 2022    | 21:44                 |
| 9  | Артём Дзюба       | «Про то самое видео и завершение карьеры»                  | 14 декабря 2022  | 27:51                 |
| 10 | Нурлан Сабуров    | «Когда ЧБД? Про тур по Америке, последнее интервью»        | 31 декабря 2022  | 31:58                 |
| 11 | Роза Сябитова     | «Про „Давай поженимся“ и раздвоение личности»              | 14 февраля 2023  | 30:42                 |
| 12 | Тимур Батрутдинов | «Про „Маску“, „Холостяк“ и тайну Бузовой»                  | 8 марта 2023     | 24:14                 |
| 13 | Влад Кадони       | «Про ДОМ-2, Битву экстрасенсов и Блиновскую»               | 31 мая 2023      | 22:30                 |
| 14 | Паша Техник       | «Про рехаб, Булгакова и Лунтика»                           | 27 сентября 2023 | 24:51                 |
| 15 | Ваня Усович       | «Про Stand-Up, картошку и The International 2023»          | 18 октября 2023  | 26:32                 |
| 16 | INSTASAMKA        | «Про пластику, буллинг в школе и за деньги да или нет»     | 9 ноября 2023    | 19:33                 |
| 17 | Александр Зубарев | «Про стримы, прическу и пельмени»                          | 29 ноября 2023   | 21:43                 |
| 18 | Рузиль Минекаев   | «Про Слово пацана и Кровь на асфальте»                     | 31 декабря 2023  | 22:16                 |
| 19 | Артемий Лебедев   | «О синих волосах, гибкости и магазинусе»                   | 11 декабря 2024  | 18:20                 |
| 20 | Иван Ургант       | «Про возвращение Вечернего Урганта, Ёлки и природоведение» | 31 декабря 2024  | 36:45                 |

#### Дополнительные
| № | Гость                             | Название                                                  | Дата публикации  | Длительность (в мин.) |
| - | --------------------------------- | --------------------------------------------------------- | ---------------- | --------------------- |
| 1 | Саша Бортич                       | «Актёрские курсы»                                         | 20 июля 2022     | 18:17                 |
| 2 | Андрей Гайдулян Валентина Рубцова | «СашаБогдан»                                              | 21 сентября 2022 | 9:56                  |
| 3 | Стас Ярушин                       | «Делаем новый рот»                                        | 23 ноября 2022   | 14:50                 |
| 4 | Леонид Слуцкий Артём Дзюба        | «Едем на рынок»                                           | 18 января 2023   | 17:16                 |
| 5 | Нурлан Сабуров                    | «Нурландос»                                               | 26 июля 2023     | 23:53                 |
| 6 | Паша Техник                       | «Едем делать тату»                                        | 28 февраля 2024  | 25:01                 |
| 7 | Рузиль Минекаев                   | «Слово пацана. Оригинальная 8 серия»                      | 3 апреля 2024    | 10:32                 |
| 8 | Moneyken                          | «Олег MONEYKEN против Богдана Плюшки. Спор с ИНСТАСАМКОЙ» | 29 мая 2024      | 28:00                 |

### «Плюшки шоу»
| № | Сезон | Гость        | Дата публикации | Длительность (в мин.) | П.     |
| - | ----- | ------------ | --------------- | --------------------- | ------ |
| 1 | 1     | Сергей Жуков | 18 августа 2020 | 19:15                 | [ 14 ] |